# Llista de premis i nominacions de Meryl Streep
Aquest article mostra els premis i nominacions rebuts per Meryl Streep, actriu estatunidenca de teatre, cinema, i televisió durant la seva carrera de més de quaranta anys. Va debutar en les taules en 1971 al seu país natal i va realitzar la seva primera pel·lícula en 1977.
La diversitat de papers que ha interpretat i els diferents dialectes que ha utilitzat en la pantalla l'han consagrat com una de les actrius més versàtils i respectades de l'era moderna. Streep ha rebut vint-i-una nominacions a l'Óscar, sent la dona amb més candidatures a aquests premis; es va fer amb ells en 1979, 1982 i 2011 pel seu paper de repartiment en Kramer vs. Kramer, pel seu paper de protagonista en La decisió de Sophie i per la cinta britànica La dama de ferro, respectivament. Igualment succeeix amb els Globos d'Or, on ha rebut trenta-quatre candidatures, les quals ha guanyat en vuit ocasions, en 1979, 1981, 1982, 2002, 2003, 2006, 2009 i 2012. A més, en 2017 li van atorgar el Premi Cecil B. DeMille en honor a tota la seva carrera.
Altres importants reconeixements que ha rebut són: tres Emmy, dos Premis del Sindicat d'Actors, dos BAFTA -per haver interpretat a una dona anglesa en totes dues ocasions- , un premi en el Festival de Cinema de Cannes i el Premi Princesa d'Astúries de les Arts.

## Premis principals

### Premis Óscar
| Any  | Pel·lícula               | Categoria                  | Resultat   |
| ---- | ------------------------ | -------------------------- | ---------- |
| 1979 | Millor actriu secundària | The Deer Hunter            | Nominada   |
| 1980 | Millor actriu secundària | Kramer vs. Kramer          | Guanyadora |
| 1982 | Millor actriu            | La Dona del Tinent Francès | Nominada   |
| 1983 | Millor actriu            | La decisió de la Sophie    | Guanyadora |
| 1984 | Millor actriu            | Silkwood                   | Nominada   |
| 1986 | Millor actriu            | Out of Africa              | Nominada   |
| 1988 | Millor actriu            | Espina de Ferro            | Nominada   |
| 1989 | Millor actriu            | Un crit a la oscuritat     | Nominada   |
| 1991 | Millor actriu            | Postals des de Hollywood   | Nominada   |
| 1996 | Millor actriu            | Els ponts de Madison       | Nominada   |
| 1999 | Millor actriu            | One True Thing             | Nominada   |
| 2000 | Millor actriu            | Music of the Heart         | Nominada   |
| 2003 | Millor actriu secundària | Adaptation                 | Nominada   |
| 2007 | Millor actriu            | The Devil Wears Prada      | Nominada   |
| 2008 | Millor actriu            | Doubt                      | Nominada   |
| 2009 | Millor actriu            | Julie & Julia              | Nominada   |
| 2011 | Millor actriu            | La dama de ferro           | Guanyadora |
| 2013 | Millor actriu            | August: Osage Country      | Nominada   |
| 2014 | Millor actriu secundària | Into the Woods             | Nominada   |
| 2016 | Millor actriu            | Florence Foster Jenkins    | Nominada   |
| 2017 | Millor actriu            | The Post                   | Nominada   |

### Premis Primetime Emmy[9]
| Any  | Pel·lícula                                  | Categoria                    | Resultat   |
| ---- | ------------------------------------------- | ---------------------------- | ---------- |
| 2024 | Millor actriu secundària en sèrie còmica    | Only Murders in the Building | Nominada   |
| 2020 | Millor actriu secundària en série dràmatica | Big Little Lies              | Nominada   |
| 2017 | Millor narrador                             | Five Came Back               | Guanyadora |
| 2004 | Millor actriu en minisèrie o telefilme      | Àngels a Amèrica             | Guanyadora |
| 1997 | Millor actriu en minisèrie o telefilme      | Jurament hipocràtic          | Nominada   |
| 1978 | Millor actriu en minisèrie o telefilme      | Holocaust                    | Guanyadora |

### Globus d'Or
| Any  | Categoria                             | Pel·lícula                   | Resultat   |
| ---- | ------------------------------------- | ---------------------------- | ---------- |
| 2024 | Millor actriu secundària              | Only Murders in the Building | Nominada   |
| 2020 | Millor actriu secundària              | Big Little Lies              | Nominada   |
| 2018 | Millor actriu dramàtica               | The Post                     | Nominada   |
| 2017 | Premi Cecil B. DeMille                | -                            | Guanyadora |
| 2017 | Millor actriu musical o còmica        | Florence Foster Jenkins      | Nominada   |
| 2015 | Millor actriu secundària              | Into the Woods               | Nominada   |
| 2014 | Millor actriu musical o còmica        | August: Osage County         | Nominada   |
| 2013 | Millor actriu musical o còmica        | Hope Springs                 | Nominada   |
| 2012 | Millor actriu dramàtica               | La dama de ferro             | Nominada   |
| 2010 | Millor actriu musical o còmica        | Julie & Julia                | Guanyadora |
| 2010 | Millor actriu musical o còmica        | It's Complicated             | Nominada   |
| 2009 | Millor actriu dramàtica               | El dubte                     | Nominada   |
| 2009 | Millor actriu musical o còmica        | Mamma Mia!                   | Nominada   |
| 2007 | Millor actriu musical o còmica        | The Devil Wears Prada        | Guanyadora |
| 2005 | Millor actriu secundària              | The Manchurian Candidate     | Nominada   |
| 2004 | Millor actriu en minisèrie o telefilm | Àngels a Amèrica             | Guanyadora |
| 2003 | Millor actriu dramàtica               | Les hores                    | Nominada   |
| 2003 | Millor actriu secundària              | Adaptation                   | Guanyadora |
| 2000 | Millor actriu dramàtica               | Música del cor               | Nominada   |
| 1999 | Millor actriu dramàtica               | One True Thing               | Nominada   |
| 1998 | Millor actriu en minisèrie o telefilm | Jurament hipocràtic          | Nominada   |
| 1997 | Millor actriu dramàtica               | L'habitació d'en Marvin      | Nominada   |
| 1996 | Millor actriu dramàtica               | Els ponts de Madison         | Nominada   |
| 1995 | Millor actriu dramàtica               | Riu salvatge                 | Nominada   |
| 1993 | Millor actriu musical o còmica        | Death Becomes Her            | Nominada   |
| 1991 | Millor actriu dramàtica               | Postals des de Hollywood     | Nominada   |
| 1990 | Millor actriu musical o còmica        | La diablesa                  | Nominada   |
| 1989 | Millor actriu dramàtica               | Un crit a la oscuritat       | Nominada   |
| 1986 | Millor actriu dramàtica               | Out of Africa                | Nominada   |
| 1984 | Millor actriu dramàtica               | Silkwood                     | Nominada   |
| 1983 | Millor actriu dramàtica               | La decisió de la Sophie      | Guanyadora |
| 1982 | Millor actriu dramàtica               | La dona del tinent francès   | Guanyadora |
| 1980 | Millor actriu secundària              | Kramer vs. Kramer            | Guanyadora |
| 1979 | Millor actriu secundària              | The Deer Hunter              | Nominada   |

### Premi BAFTA
| Any  | Categoria                | Pel·lícula                 | Resultat   |
| ---- | ------------------------ | -------------------------- | ---------- |
| 2017 | Millor actriu            | Florence Foster Jenkins    | Nominada   |
| 2012 | Millor actriu            | La dama de ferro           | Guanyadora |
| 2010 | Millor actriu            | Julie & Julia              | Nominada   |
| 2009 | Millor actriu            | El dubte                   | Nominada   |
| 2007 | Millor actriu            | The Devil Wears Prada      | Nominada   |
| 2005 | Millor actriu secundària | The Manchurian Candidate   | Nominada   |
| 2003 | Millor actriu            | Les hores                  | Nominada   |
| 2003 | Millor actriu secundària | Adaptation                 | Nominada   |
| 1987 | Millor actriu            | Out of Africa              | Nominada   |
| 1985 | Millor actriu            | Silkwood                   | Nominada   |
| 1984 | Millor actriu            | La decisió de la Sophie    | Nominada   |
| 1982 | Millor actriu            | La dona del tinent francès | Guanyadora |
| 1981 | Millor actriu            | Kramer vs. Kramer          | Nominada   |
| 1980 | Millor actriu            | The Deer Hunter            | Nominada   |
| 1980 | Millor actriu secundària | Manhattan                  | Nominada   |

### Premis de la Crítica Cinematogràfica
| Any  | Categoria                                | Pel·lícula                   | Resultat   |
| ---- | ---------------------------------------- | ---------------------------- | ---------- |
| 2024 | Millor actriu secundària en serie còmica | Only Murders in the Building | Guanyadora |
| 2017 | Mejor actriz                             | The Post                     | Nominada   |
| 2016 | Millor actriu còmica                     | Florence Foster Jenkins      | Guanyadora |
| 2014 | Millor actriu secundària                 | Into the Woods               | Nominada   |
| 2013 | Millor actriu                            | August: Osage County         | Nominada   |
| 2011 | Millor actriu                            | La dama de ferro             | Nominada   |
| 2009 | Millor actriu                            | Julie & Julia                | Guanyadora |
| 2008 | Millor actriu                            | El dubte                     | Guanyadora |
| 2006 | Millor actriu                            | The Devil Wears Prada        | Nominada   |
| 2002 | Millor actriu secundària                 | Adaptation                   | Nominada   |

### Premi del Sindicat d'Actors de Cinema
| Any  | Categoria                            | Pel·lícula              | Resultat   |
| ---- | ------------------------------------ | ----------------------- | ---------- |
| 2018 | Millor actriu                        | Florence Foster Jenkins | Nominada   |
| 2015 | Millor actriu secundària             | Into the woods          | Nominada   |
| 2014 | Millor actriu                        | Agost                   | Nominada   |
| 2012 | Millor actriu                        | La dama de ferro        | Nominada   |
| 2010 | Millor actriu                        | Julie & Julia           | Nominada   |
| 2009 | Millor actriu                        | El dubte                | Guanyadora |
| 2009 | Millor repartiment                   | El dubte                | Nominada   |
| 2007 | Millor actriu                        | The Devil Wears Prada   | Nominada   |
| 2004 | Mejor actriz - miniserie o telefilme | Angels in America       | Guanyadora |
| 2003 | Millor repartiment                   | Les hores               | Nominada   |
| 2003 | Millor repartiment                   | Adaptation              | Nominada   |
| 2000 | Millor actriu                        | Música del cor          | Nominada   |
| 1999 | Millor actriu                        | One True Thing          | Nominada   |
| 1997 | Millor repartiment                   | L'habitació de Marvin   | Nominada   |
| 1996 | Millor actriu                        | Els ponts de Madison    | Nominada   |
| 1995 | Millor actriu                        | Riu salvatge            | Nominada   |

### Premis Satellite
| Any  | Categoria                                     | Pel·lícula                   | Resultat   |
| ---- | --------------------------------------------- | ---------------------------- | ---------- |
| 2024 | Millor actriu TV movie o minisèrie            | Only Murders in the Building | Nominada   |
| 2016 |                                               | Florence Foster Jenkins      | Nominada   |
| 2014 | Millor actriu secundària                      | Into the Woods               | Guanyadora |
| 2013 | Millor actriu                                 | Agost                        | Nominada   |
| 2011 | Millor actriu                                 | La dama de ferro             | Nominada   |
| 2009 | Millor actriu de comèdia o musical            | Julie & Julia                | Guanyadora |
| 2008 | Millor actriu de comèdia o musical            | Mamma Mia!                   | Guanyadora |
| 2008 | Millor actriu de drama                        | El dubte                     | Nominada   |
| 2006 | Millor actriu de comèdia o musical            | The Devil Wears Prada        | Guanyadora |
| 2003 | Millor actriu TV movie o minisèrie            | Àngels a Amèrica             | Guanyadora |
| 2002 | Millor actriu de drama                        | Les hores                    | Nominada   |
| 2002 | Millor actriu secundària de comèdia o musical | Adaptation                   | Nominada   |
| 1998 | Millor actriu de drama                        | One True Thing               | Nominada   |
| 1997 | Millor actriu TV movie o minisèrie            | First Do No Harm             | Nominada   |

### Festival de cinema de Berlín
| Any  | Categoria         | Pel·lícula | Resultat   |
| ---- | ----------------- | ---------- | ---------- |
| 1999 | Berlinale Camera  | -          | Guanyadora |
| 2003 | Millor actriu     | Les hores  | Guanyadora |
| 2012 | Os d'Or honorífic | -          | Guanyadora |

### Premis Tony[7]
| Any  | Categoria                                     | Pel·lícula               | Resultat |
| ---- | --------------------------------------------- | ------------------------ | -------- |
| 1976 | Millor actriu secundària a una obra de teatre | 27 Wagons Full of Cotton | Nominada |

### Crítics de Cinema de Nova York en Línea
| Any  | Categoria     | Pel·lícula       | Resultat   |
| ---- | ------------- | ---------------- | ---------- |
| 2009 | Millor actriu | Julie & Julia    | Guanyadora |
| 2011 | Millor actriu | La dama de ferro | Guanyadora |

### Premis Grammy[6]
| Any  | Categoria                                                                                   | Pel·lícula               | Resultat   |
| ---- | ------------------------------------------------------------------------------------------- | ------------------------ | ---------- |
| 1985 | Millor gravació infantil                                                                    | The Velveteen Rabbit     | Nominada   |
| 1988 | Millor gravació infantil                                                                    | The Tailor of Glucester  | Nominada   |
| 1988 | Millor gravació infantil                                                                    | The Tale of Peter Rabbit | Nominada   |
| 2007 | Millor álbum parlat infantil                                                                | The One and Only Shrek   | Nominada   |
| 2008 | Millor álbum de banda sonora compilada per a una pel·lícula, televisió o altre mitjà visual | Mamma Mia!               | Guanyadora |
| 2020 | Millor álbum parlat                                                                         | Charlotte's Web          | Nominada   |
| 2024 | Millor álbum parlat                                                                         | Big Tree                 | Nominada   |

### Premis Princesa de Asturias
El 2023, va rebre el Premi Princesa de Asturias de las Artes, a causa de la seva "labor de creació, cultiu y perfeccionamient de la cinematografia, el teatre, la dansa, la música, la fotografia, la pintura, l'escultura, l'arquitectura i altres manifestacions artístiques".

### Festival Internacional de Cine de San Sebastián
| Any  | Categoria      | Resultat   |
| ---- | -------------- | ---------- |
| 2008 | Premi Donostia | Guanyadora |

### Festa del Cinema di Roma
| Any  | Categoria                   | Resultat   |
| ---- | --------------------------- | ---------- |
| 2009 | Premi Marco Aurelio d'honor | Guanyadora |

### Premis American Film Institute (AFI)
Aquest desitjat premi ha sigut guanyat per actors com Jack Nicholson i Michael Douglas. El 2004, Meryl Streep va ser guardonada amb aquest relevant premi a un vida d'exits cinematogràfics, amb grans celebritats invitades a la festa entre les que desctacaven Jack Nicholson, Diane Keaton, Jim Carrey, etc.

### Palma d'Or d'Honor del Festival de Cannes
En 2024, va rebre la Palma d'Honor del Festival de cinema de Cannes.